# 朝鮮対外文化連絡協会
朝鮮対外文化連絡協会（ちょうせんたいがいぶんかれんらくきょうかい）は朝鮮民主主義人民共和国（北朝鮮）の非政府組織。国交のない国を含む諸国の友好団体などとの関係に関わる事業を行っている。事務所は平壌市中区域。

## 概要
1956年4月設立。当会は政府機関ではないが、北朝鮮唯一の執権政党である朝鮮労働党の関与があると見られ、国の指導部より完全に独立していないとする見方が強い。
国交のない国を含む外国の親善（友好）団体を受け入れたり、アリラン祭典の見学者招待の主催も行っている。朝鮮ロシア友好協会などの北朝鮮側の二国間友好団体とも関係が深い。
東アジアで国交のない国の一つ、日本との関係では、非政府の訪朝団が訪問する際の北朝鮮側受け入れ団体となるケースが多い。一例として、元山市と友好都市提携をしていた鳥取県境港市の訪朝団があげられる。

## 指導部の関与
朝鮮労働党の対南工作（対南半部（韓国）政策）部署の直接指揮を受けているとする見方がある。それによれば、任務は国交未成立国との国交樹立や、対象の国の政策を親北に転換せしめることであるとしている。工作（活動）のための拠点作りや、心理戦など幅広く展開しているとする。